# Bernard Baudean
Bernard Baudean es un esquiador paralímpico francés.

## Carrera
Representó a Francia en el esquí alpino en seis Juegos Paralímpicos de Invierno: en 1976, 1980, 1984, 1988, 1992 y 1994. En total ganó seis medallas de oro, cuatro de plata y una de bronce. 

## Palmarés
| Año  | Competencia                          | Ubicación            | Posición      | Evento                              | Registro |
| ---- | ------------------------------------ | -------------------- | ------------- | ----------------------------------- | -------- |
| 1976 | Juegos Paralímpicos de Invierno 1976 | Örnsköldsvik, Suecia | tercer lugar  | Eslalon IV A para hombres           | 2: 01.05 |
| 1976 | Juegos Paralímpicos de Invierno 1976 | Örnsköldsvik, Suecia | Primer lugar  | Eslalon gigante IV A Masculino      | 3: 24,34 |
| 1976 | Juegos Paralímpicos de Invierno 1976 | Örnsköldsvik, Suecia | Primer lugar  | Combinación Alpina Masculina IV A   | 0: 55.20 |
| 1980 | Juegos Paralímpicos de Invierno 1980 | Geilo, Noruega       | Primer lugar  | Eslalon Gigante 2B Masculino        | 2: 33.02 |
| 1984 | Juegos Paralímpicos de Invierno 1984 | Innsbruck, Austria   | segundo lugar | Eslalon Gigante LW3, Hombre         | 1: 31.02 |
| 1984 | Juegos Paralímpicos de Invierno 1984 | Innsbruck, Austria   | segundo lugar | Descenso masculino LW3              | 1: 14,42 |
| 1988 | Juegos Paralímpicos de Invierno 1988 | Innsbruck, Austria   | segundo lugar | Eslalon Gigante LW3, Hombre         | 1: 52,34 |
| 1988 | Juegos Paralímpicos de Invierno 1988 | Innsbruck, Austria   | Primer lugar  | Descenso masculino LW3              | 1: 22,80 |
| 1994 | Juegos Paralímpicos de Invierno 1994 | Lillehammer, Noruega | segundo lugar | Hombres Super-G LW1 / 3             | 1: 23,85 |
| 1994 | Juegos Paralímpicos de Invierno 1994 | Lillehammer, Noruega | Primer lugar  | Eslalon Gigante LW1 / 3 para hombre | 2: 35,60 |
| 1994 | Juegos Paralímpicos de Invierno 1994 | Lillehammer, Noruega | Primer lugar  | Descenso masculino LW1 / 3          | 1: 21,37 |